# روبرتو جابيني
روبرتو جابيني هو لاعب كرة سلة أرجنتيني.

## روابط خارجية
- روبرتو جابيني على موقع الدوري الأوروبي لكرة السلة (الإنجليزية)
- روبرتو جابيني على موقع الدوري الإسباني لكرة السلة (الإسبانية)
- روبرتو جابيني على موقع كرة السلة الأوروبية.كوم (الإنجليزية)
- روبرتو جابيني على موقع ريلجم (الإنجليزية)
- روبرتو جابيني على موقع بروبوليرز (الإنجليزية)
- روبرتو جابيني على موقع سبورتس رفرنس (الإنجليزية)